# リカルド・アビラ
リカルド・グアルディア・アビラ（Ricardo Guardia Ávila 、1997年2月4日 - ）は、パナマ・パナマ市出身のプロサッカー選手。サッカーパナマ代表。ベラグアスFC所属。ポジションはMF。

## 経歴
2018年夏、負傷離脱したアルベルト・キンテロ・メディナに代わって2018 FIFAワールドカップに参加。

## 所属クラブ
- チョリージョFC 2014-2017

→ FCコペル 2016-2017（期限付き移籍）
- KAAヘント II 2017-2018
- UDウニベルシタリオ 2018-2021

→ レアル・モナークス 2019-2020（期限付き移籍）
- ベラグアスFC 2021-

## 代表歴

### 出場大会
- パナマ代表
  - 2018 FIFAワールドカップ

### 試合数
- 国際Aマッチ 8試合 0得点（2016年-）[2]

| パナマ代表 | 国際Aマッチ | 国際Aマッチ |
| 年         | 出場        | 得点        |
| ---------- | ----------- | ----------- |
| 2016       | 1           | 0           |
| 2017       | 2           | 0           |
| 2018       | 4           | 0           |
| 2019       | 0           | 0           |
| 2020       | 0           | 0           |
| 2021       | 0           | 0           |
| 2022       | 0           | 0           |
| 2023       | 1           | 0           |
| 通算       | 8           | 0           |